# Yucatec
Yucatec („Yukatek Maya” în ortografia revizuită de Academia de Lenguas Mayas de Guatemala), numită de vorbitorii ei: „Màaya t'àan” (literal „vorbirea mayașă”), este o limbă mayașă vorbită în peninsula Yucatán, în nordul statului Belize și în unele regiuni din Guatemala. Vorbitorii nativi sunt cunoscuți și ca mayașii "Yucatec" pentru a fi diferențiați de alți mayași, cum ar fi cei care vorbesc limba mayașă K'iche' sau limba mayașă  Itza.

## Cursuri de limba Yucatec
În plus față de universitățile și instituțiile private din Mexic, limbă mayașă Yucatec este predată și la: 
- Universitatea din Chicago,
- Leiden University, Olanda,
- Harvard University[nefuncțională]
,
- Tulane Arhivat în 5 februarie 2012, la Wayback Machine.,
- Indiana University Arhivat în 20 octombrie 2012, la Wayback Machine.,
- University of Wisconsin–Madison, și
- Universitatea din Carolina de Nord.
- INALCO, Paris, Franța Arhivat în 27 aprilie 2006, la Wayback Machine.

Cursuri audio sunt disponibile pentru achiziționare de la:
- The University of Chicago Digital Media Archives

Dicționare libere, online, gramatică și texte la:
- FAMSI © 2001: David Bolles